# Abdelhamid Kermali
Abdelhamid Kermali, né le 24 avril 1931 à Akbou (Béjaïa) et mort le 13 avril 2013 à Sétif, est un ancien footballeur et entraîneur de football algérien. Il évoluait au poste d'attaquant.

## Biographie
Il commence sa carrière en Algérie, à l'USM Sétif puis à l'USM Alger.
Après une suspension de deux ans, il part en France, où il retrouve un de ses coéquipiers, Mustapha Zitouni.
En France, il passe par les clubs du FC Mulhouse, de l’AS Cannes et de l’Olympique lyonnais. A Cannes il se mariera, avec une Française. Cette union donnera naissance à une fille en novembre 1957.
Avec l'Olympique lyonnais, il joue 65 matchs et inscrits 13 buts en Division 1. Il quitte l'Olympique Lyonnais pour rejoindre l'équipe du FLN, abandonnant femme et enfant, définitivement[réf. nécessaire].
Abdelhamid Kermali est par la suite devenu le sélectionneur de l'équipe nationale d’Algérie qui remporte la Coupe d'Afrique des Nations en 1990.

## Palmarès

### Palmarès en tant qu'entraîneur
- Vainqueur de la CAN des moins de 20 ans  en  1979[3].
- Vainqueur de la Coupe d'Afrique des Nations en 1990.
- Vainqueur de la Coupe afro-asiatique des nations en 1991

### Distinctions personnelles
- Meilleur entraîneur de la CAN 1990